# Mile Ilić
Mile Ilić (in serbo Миле Илић?; Tuzla, 2 giugno 1984) è un ex cestista serbo.

## Carriera
È stato selezionato dai New Jersey Nets al secondo giro del Draft NBA 2005 (43ª scelta assoluta).

## Palmarès
- Coppa di Serbia e Montenegro: 2

FMP Železnik: 2003, 2005
- Coppa di Serbia: 1

Stella Rossa Belgrado: 2013
- Lega Adriatica: 2

FMP Železnik: 2003-04, 2005-06